# Ophiodes intermedius
La viborita de cristal (Ophiodes intermedius) es una especie de lagarto ápodo de la familia Diploglossidae que se distribuye por buena parte de Argentina. 
Presenta un cuerpo cilíndrico, alargado, sin miembros anteriores, los miembros (patas) posteriores son vestigiales, sin dedos, cola muy larga. La longitud del hocico al ano es de aproximadamente 15 cm. Presenta 7 u 8 rayas negras en sentido longitudinal a los lados del cuerpo. La coloración es grisácea. Vientre color crema. Labio superior sin barreado y este es el detalle que lo diferencia de otra especie de Ophiodes striatus, denominado específicamente de esta manera por este estriado, en la parte superior de la comisura de la boca.
Son insectívoros, comedores de larvas y huevos de insectos; muy activo durante el día, heliófilos, vivíparos, las hembras parecen ser mayores en tamaño que los machos en tamaño, las hembras preñadas son muy gordas, pudiendo identificarse bien visualmente. Las hembras paren hasta 20 crías de cinco centímetros de largo, filiformes.
Es una especie típica del pastizal, donde se mueve con mucha rapidez. Son muy comunes y abundantes solo que es difícil observarlos. Los incendios de pastizal son causantes de gran pérdida de población. Pudiendo recolectarse ejemplares carbonizados a razón de más de 30 por hectáreas, luego de un incendio de ecosistema prístino. Cuando son capturados por la cola, esta especie se desprende fácilmente de ella.
Son predados por mamíferos, aves, lagartos overos.
- Datos: Q656956
- Especies: Ophiodes intermedius